# 板鱷屬
板鱷屬（學名：Platysuchus）是種已滅絕海鱷類，屬於真蜥鱷科，生存於侏羅紀早期（托阿爾階）的德國。

## 外部連結
- Angellis Net pdf （页面存档备份，存于）